# 129307 Tomconnors
129307 Tomconnors este o planetă minoră (asteroid) din centura de asteroizi. A fost descoperită pe 29 septembrie 2005 la Catalina Station⁠(d) de Catalina Sky Survey. 
Obiectul prezintă o orbită caracterizată de o semiaxă mare de 2,6458970349456 UAi, o excentricitate de 0,1, o înclinație de 13,2 ° în raport cu ecliptica.